# Assembleia do ano XIII
A Assembleia Geral Constituinte de 1813 ou Assembleia do ano XIII foi convocada pelo segundo triunvirato argentino que havia chegado ao poder em outubro 1812. O objetivo era convocar uma assembleia que representasse os povos recém emancipados e que fosse definido o sistema institucional das Províncias Unidas do Rio da Prata. A assembleia foi inaugurada em 31 de janeiro de 1813, embora não tenha conseguido reunir alguns representantes do interior.
Seu propósito era o de proclamar a independência e redigir a constituição do novo Estado. Durante o seu transcurso a disputa de interesses culminou no atraso da declaração de independência, porém foram estabelecidas uma série de importantes resoluções.

## Resoluções da assembleia

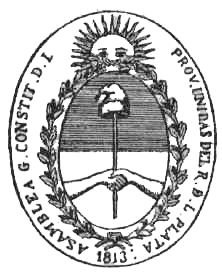
Selo da assembleia

- Estabeleceu o brasão de armas da Argentina.
- Encomendou a composição do Hino nacional da Argentina.
- Ditou a lei do ventre livre.
- Eliminou os títulos de nobreza.
- Liberou os indígenas da obrigação de pagar tributos.
- Mandou cunhar a moeda nacional.
- Aboliu a inquisição e a tortura.
- Pôs fim ao tráfico de escravos.
- Aprovou um estatuto que substituía o triunvirato por um diretório unipessoal.

Os objetivos da assembleia do ano XIII não se completaram, já que Fernando VII voltou ao trono e prometeu acabar com os revolucionários surgidos na América.